# Mesocyclops evadomingoi
Mesocyclops evadomingoi – gatunek widłonoga z rodziny Cyclopidae. Nazwa naukowa tego gatunku skorupiaków została opublikowana w 2001 roku przez hydrobiologów Marthę Angélicę Gutiérrez-Aguirre i Eduarda Suárez-Moralesa.